# Dadanawa Ranch
Dadanawa Ranch is een ranch in Upper Takutu-Upper Essequibo regio van Guyana. Het is de grootste en één van de meest afgelegen ranches van Guyana. 6.000 koeien lopen vrij op een gebied van 4.400 km2 en worden door vaqueros (cowboys) gehoed.

## Geschiedenis
In de 19e eeuw trokken Braziliaanse ranchers met koeien in de Rupununisavanne van Guyana. In de jaren 1860 stichtte de Nederlander de Rooij de eerste boerderij in het gebied. Dadawana werd in de jaren 1880 gesticht door H.P.C. Melville, een goudzoeker uit Barbados. Melville had ongeveer 300 koeien, maar een gedeelte van de kudde verwilderde. Hij vond dat het veel grootschaliger en professioneler moest worden ingericht. In 1919 werd de Rupununi Development Company opgericht en kreeg het gebied 99 jaar in pacht.:6,9
In 1919 werden de koeien voor de eerste keer naar de Yawakuri savanne bij de Berbice geleid van waar ze konden worden vervoerd naar het kustgebied. De ruim 180 km lange route staat bekend als de Rupununi Cattle Trail. In 1948 werden de eerste koeien via het vliegtuig naar Georgetown gebracht, en raakte het pad in verval. In 1952 werden de laatste koeien naar de Yawakuri gedreven, en in 1953 werd de trail gesloten.:45 Een gedeelte van het pad is herbruikt voor de weg van Linden naar Lethem.

## Overzicht
Dadanawa Ranch was de grootste ranch ter wereld, en had een oppervlakte van 6.734 km2 met 25.000 koeien, maar heeft in de 21e eeuw een oppervlakte van ongeveer 4.400 km2 met 6.000 koeien. Het is nog steeds de grootste ranch van Guyana.
Dadanawa is een combinatie van twee Wapishana woorden: Dada is een mytisch wezen dat mensen naar hun noodlot roept vergelijkbaar met Sirenes. Nawa betekent heuvel.:14
De cowboys worden vaqueros genoemd en bestaan voornamelijk uit inheemse Wapishana. De vaqueros moeten niet alleen de koeien hoeden, maar ze ook beschermen tegen poemas en jaguars die zich in het gebied bevinden. Eén keer per jaar wordt in Lethem een rodeo georganiseerd waarin de vaqueros van Guyana en Brazilië hun talenten tonen.
De ranch heeft tegenwoordig ook een toeristische functie waar je kan proberen om koeien te hoeden of genieten van de natuur, maar Dadanawa is nog steeds een werkende ranch. Verschillende afleveringen van het natuurprogramma Wild Kingdom werden in Dadanawa opgenomen.
Dadanawa Ranch bevindt op 3.5 uur afstand van Lethem. Een vierwielaandrijving is noodzakelijk, omdat er rivieren en kreken moeten worden gepaseerd die geen brug hebben. Dadanawa is ook bereikbaar met het vliegtuig.
Aishalton · Dadanawa Ranch · Kanashen · Karasabai · Lethem · Nappi · St. Ignatius